# Neuronale oscillatie
Neuronale oscillatie (ook hersengolven genoemd) is de ritmische activiteit van de cellen in het centraal zenuwstelsel. Zenuwweefsel kan op verschillende manieren golvende (oscillerende) activiteit genereren. Binnen individuele zenuwcellen kunnen de golven ontstaan als trilling van een membraanpotentiaal of als ritmische patronen van actiepotentialen, die weer leiden tot golvende activiteit in de postsynaptische cel. Hersengolven kunnen onder andere worden geregistreerd met elektro-encefalografie (EEG) en magneto-encefalografie (MEG).
Neuronale oscillaties werden al in 1924 wetenschappelijk geregistreerd: Hans Berger maakte in dat jaar het eerste elektro-encefalogram bij een mens. Ruim 50 jaar later werden ingewikkelde patronen van oscillatie gevonden in de zenuwcellen van gewervelde dieren, maar de functies ervan zijn (stand: 2014) nog niet volledig duidelijk. Met recente ontwikkelingen in beeldvormingstechnieken, komt men steeds meer te weten over hersengolven.

## Soorten
Op basis van de frequentie zijn verschillende soorten hersengolven onderverdeeld in categorieën. Er zijn zes soorten bekend:
alfagolvenkunnen voor ontspanning zorgen.
bètagolvenkunnen alarm slaan en je voorbereiden om te vechten of vluchten.
thètagolvenkunnen zorgen dat hersendelen zich kun richten op één taak.
deltagolvenkomen voor tijdens een droomloze slaap.
mugolvensturen je motorisch systeem aan.
gammagolvenover deze soort is meer onderzoek nodig om met zekerheid uitspraken te doen. (stand: 2018)